# Primula dryadifolia
Primula dryadifolia är en viveväxtart. Primula dryadifolia ingår i släktet vivor, och familjen viveväxter.

## Underarter
Arten delas in i följande underarter:
- P. d. chlorodryas
- P. d. dryadifolia
- P. d. jonardunii
- P. d. philoresia